# Десислава
Десислава (серб. Десислава; 2-я половина XII века — не ранее 1189 года, город Дубровник, Дукля) — жупан Дукли (1186—1189 годы).

## Семья
Вышла замуж за Михайло III Радославича — жупана Дукли из династии Воиславлевичей.

## Биография
Родилась во второй половине XII века. После выхода замуж активно принимала участие в политических делах мужа. После того, как Михайло был свергнут и убит великим жупаном Рашки Стефаном I Неманя, поскольку у Десиславы не было детей, она стала наследницей престола.
Правила до 1189 года, после чего ушла в город Дубровник, где скрывалась знать Дукли от захвата Стефана.
Стала последней представительницей династии Воиславлевичей.